# Piéria
Piéria är en bergskedja i Grekland. Den ligger i den norra delen av landet, 280 km nordväst om huvudstaden Aten.
Piéria sträcker sig 46 km i nord-sydlig riktning. Den högsta toppen är Olympos, 2 917 meter över havet.
Topografiskt ingår följande toppar i Piéria:
- Olympos
- Pýrgos
- Pýrgos Gríva
- Títaros